# Naturdenkmal Felsklippen Dasberg
Das Naturdenkmal Felsklippen Dasberg mit einer Größe von 0,6 ha liegt westlich von Hövel im Stadtgebiet von Sundern (Sauerland). Das Gebiet wurde 1993 mit dem Landschaftsplan Sundern durch den Hochsauerlandkreis als Naturdenkmal (ND) ausgewiesen.

## Objektbeschreibung
Bei den Felsklippen am nordexponierten Oberhang des Dasberg handelt es sich um mehrere Felsklippen auf etwa 50 m verteilt. Die Felsen bestehen aus grauen und roten Kramenzelkalk und Plattenkalk. Die Felsen sind maximal 5 m hoch. Die Felsen sind stark vermoost.